# Île Bethell (îles Kerguelen)
Pour les articles homonymes, voir Île Bethell.
L'île Bethell est une île française de l'archipel des Kerguelen située dans la baie Rhodes.